# Territorialstaat
Unter einem Territorialstaat versteht man seit dem hohen Mittelalter einen Staat, in dem sich der Herrschaftsanspruch des Regierenden, dem Territorialfürsten, über ein gewisses Territorium und dessen Bevölkerung erstreckt. Die Verfassung eines solchen Staates wird entsprechend als Territorialverfassung bezeichnet.
Im Gegensatz zu den alten Stammesherzogtümern oder als Personenverbandsstaat organisierten Herrschaften ist im Territorialstaat das Territorium und nicht die Stammeszugehörigkeit oder andere personenbezogene Rechte Grundlage der Herrschaft. Bis ins 16. Jahrhundert hinein und zum Teil darüber hinaus waren Territorialstaaten dualistisch geprägt, so dass dem Territorialherren (den Landesfürsten) die Landstände gegenüberstanden und beide Seiten oft einander gegenüberstehende Rechte und getrennte Institutionen bzw. Verwaltungen besaßen. Dies gilt insbesondere für das Heilige Römische Reich, dessen 300 Einzelterritorien nach und nach die Landesherrschaft erlangten.

## Vorläufer des Territorialstaats
Schon ca. 3000 vor Christus sind durch die Vereinigung von Ober- und Unterägypten erste Merkmale eines Territorialstaates zu erkennen. Die fürstlichen Teilstaaten des Heiligen Römischen Reiches verkörperten sinnbildlich den Aufbau und die Herrschaftsformen eines Territorialstaats.

## Entstehung
Der Territorialstaat entstand als Folge der Übertragung königlicher Hoheitsrechte für ein bestimmtes Gebiet an einen Feudalherrn seit dem 12. Jahrhundert. Der Territorialstaat ging aus dem Personenverbandsstaat hervor, welcher nicht auf Herrschaft über ein abgrenzbares Gebiet, sondern auf Herrschaftsrechten gegenüber Personen beruhte. Dennoch verkörpert der Territorialstaat nicht das ausschließende Gegenteil eines Personenverbandsstaates, da beide Formen von Staatlichkeit oft in ein und demselben Staatswesen anzutreffen waren.

## Gesetze und Beschlüsse innerhalb eines Territorialstaats
Nur in den definierten Gebieten des Territorialstaats galten die Gesetze, die der dortige Territorialfürst erlassen hat. Die Gesetze, die sich über den gesamten Herrschaftsbereich des Staates erstreckten, galten zudem für alle Einwohner im Staatsgebiet, also nicht nur für eingetragene Staatsbürger. Abgeleitet wurde dies von dem Territorialitätsprinzip, das aussagt, dass alle Personen der Oberhoheit und den Gesetzen des Staates unterworfen sind, auf dessen Territorium sie sich befinden.
Durch Vereinbarungen zwischen Territorialstaaten können rechtliche Regelungen auch überstaatlich gelten. Anhand der Europäischen Union ist zu erkennen, dass sich dieses Prinzip auf Dauer bewährt und letztendlich auch in der Gegenwart durchgesetzt hat.

## Herrscher der Territorialstaaten
Ziel der jeweiligen Territorialfürsten war es, alle Rechtstitel eines Gebietes ihrer Herrschaft einzuverleiben und so ihren persönlichen Machtanspruch durchzusetzen. Ein erster diesbezüglicher Versuch wurde von Heinrich dem Löwen im Stammesherzogtum Sachsen unternommen, doch scheiterte der Welfe mit seinen Plänen noch am Widerstand konkurrierender Herrschaften, die im gleichen Territorium gegensätzliche Herrschaftsrechte bewahren konnten. Ein frühes gelungenes Beispiel der Durchsetzung einer Territorialherrschaft ist das Erzherzogtum Österreich, das durch das gefälschte Privilegium maius aus dem Jahr 1359 in eine Landesherrschaft umgewandelt werden konnte.

## Besonderheiten
- Die deutschen Territorialstaaten verfolgten eine strikte Hausmachtpolitik, was zu zahlreichen, oftmals kriegerischen Konflikten innerhalb des Reiches führte.
- Im Idealfall sollten dem Territorialfürsten keinerlei Institutionen, welche der Beratung dienten oder selbst die Macht besaßen, Gesetze zu erlassen oder in anderer Weise zu regieren, zur Seite stehen.
- Durch die Goldene Bulle von 1356 wurde die Primogenitur garantiert, welche besagt, dass nur der Erstgeborene das komplette Erbe antritt und somit auch den Machtanspruch des Vorgängers übernimmt.